# 博韦勒 (伊勒-维莱讷省)
博韦勒（法語：Bovel，法語發音：[bɔvɛl]）是法国伊勒-维莱讷省的一个市镇，位于该省西南部，属于勒东区。

## 地理
博韦勒（47°57'1"N, 1°58'37"W）面积14.6 平方千米，位于法国布列塔尼大區伊勒-维莱讷省，该省份为法国西北部沿海省份，位于布列塔尼半岛东部，北濒大西洋，西接阿摩尔滨海省和莫尔比昂省，南至大西洋卢瓦尔省，西南端接曼恩-卢瓦尔省，东临马耶讷省，东北与芒什省接壤。
与博韦勒接壤的市镇（或旧市镇、城区）包括：博隆、拉沙佩勒-布埃克西克、马克桑、瓦勒达纳斯特。

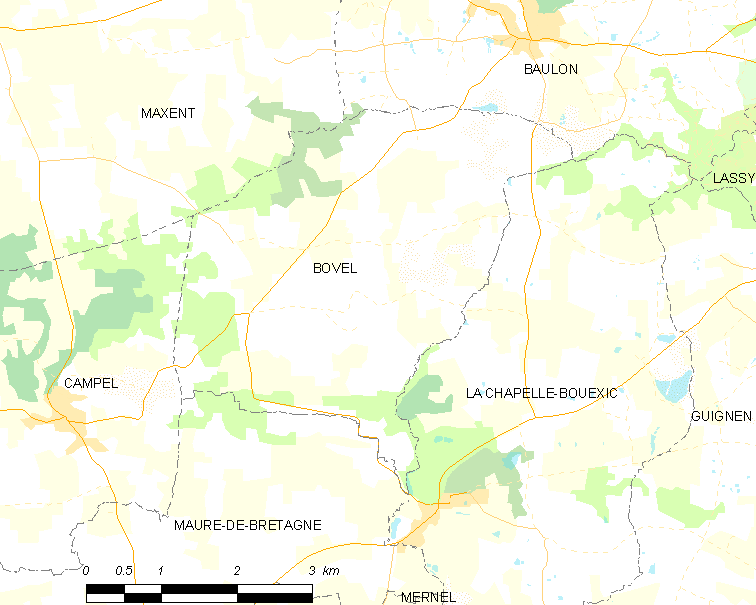
的OSM定位图

博韦勒的时区为UTC+01:00、UTC+02:00（夏令时）。

## 行政
博韦勒的邮政编码为35330，INSEE市镇编码为35035。

## 政治
博韦勒所属的省级选区为吉尚县。

## 人口

1962-2008年间人口变化图示

博韦勒于2022年1月1日时的人口数量为600人。